# Félix Navarro
Félix Navarro Rodríguez (* 10. Juli 1953 in Perico, Provinz Matanzas) ist ein kubanicher Dissident. Er war Mitglied der Gruppe der 75 des Varela-Projekta, welche im Rahmen des Schwarzen Frühlings zu langjährigen Haftstrafen verurteilt wurden. Er ist Gründer der Partei Partido por la Democracia „Pedro Luis Boitel“ (spanisch für Partei für Demokratie „Pedro Luis Boitel“). Amnnesty International führt ihn als gewaltlosen politischen Gefangenen. Beruflich ist er Lehrer.

## Leben und Wirken
Félix Navarro wuchs in einer Bauernfamilie auf und wurde antikommunistisch erzogen. Da er bei seiner Einschulung bereits Lesen und Schreiben konnte, wurde er direkt in die zweite Klasse versetzt. Später arbeitete er zucächst als Grundschullehrer in seinem Heimatort, danach, ab 1976, als Lehrer für Physik und Astronomie.
Während des sogenannten Schwarzen Frühlings, bei dem 75 kubanische Dissidenten per Unterschriftensammlung auf legalem Weg  eine Verfassungsänderung herbeizuführen versuchten, wurde er verhaftet und zu 25 Jahren Gefängnis verurteilt. Nach acht Jahren kam er gemäß einer Vermittlung durch die spanische Regierung und dem Vatikan frei.
Navarro wurde nach den landesweiten Protesten im Juli 2021 erneut verhaftet, ebenso seine Tochter Sayli. Im Januar 2025 wurde auf Bewährung entlassen, seine Tochter blieb jedoch im Gefängnis. Am 29. April 2025 widerrief Kubas Oberster Gerichtshof jedoch die Bewährung, und Navarro wurde, ebenso wie sein Dissidentenkollege José Daniel Ferrer, erneut verhaftet.